# Pylaisia appressifolia
Pylaisia appressifolia là một loài Rêu trong họ Hypnaceae. Loài này được Thér. & Dixon mô tả khoa học đầu tiên năm 1934.